# Calalzo di Cadore
Calalzo di Cadore – miejscowość i gmina we Włoszech, w regionie Wenecja Euganejska, w prowincji Belluno.
Według danych na styczeń 2009 gminę zamieszkiwało 2261 osób przy gęstości zaludnienia 52,1 os./1 km².